# Halowe Mistrzostwa Europy w Lekkoatletyce 1990 – chód na 3000 m kobiet
Chód na 3000 metrów kobiet – jedna z konkurencji rozgrywanych podczas halowych lekkoatletycznych mistrzostw Europy w  hali Kelvin Hall w Glasgow. Eliminacje zostały rozegrane 3 marca, a finał 4 marca 1990. Zwyciężyła reprezentantka Niemieckiej Republiki Demokratycznej Beate Anders, która tym samym obroniła tytuł zdobyty na poprzednich mistrzostwach.

## Rezultaty

### Eliminacje
Rozegrano 2 chody eliminacyjne do których przystąpiło 17 chodziarek. Awans do finału dawało zajęcie jednego z czterech pierwszych miejsc w swoim biegu (Q). Skład finału uzupełniły cztery zawodniczki z najlepszym czasem wśród przegranych (q).
Opracowano na podstawie materiału źródłowego.

#### Chód 1
| Miejsce | Zawodniczka       | Czas     | Uwagi |
| ------- | ----------------- | -------- | ----- |
| 1       | Beate Anders      | 12:53,01 | Q     |
| 2       | Olga Krisztop     | 12:57,48 | Q     |
| 3       | Annarita Sidoti   | 12:58,29 | Q     |
| 4       | Ildikó Ilyés      | 12:58,97 | Q     |
| 5       | Andrea Brückmann  | 13:01,13 | q     |
| 6       | Victoria Oprea    | 13:02,32 | q     |
| 7       | Kamila Holpuchová | 23:22,75 |       |
| 8       | Teresa Palacios   | 13:46,21 |       |
| 9       | Sylvia Black      | 13:55,52 |       |

#### Chód 2
| Miejsce | Zawodniczka        | Czas     | Uwagi |
| ------- | ------------------ | -------- | ----- |
| 1       | Ileana Salvador    | 12:49,73 | Q     |
| 2       | Wiera Makołowa     | 12:50,66 | Q     |
| 3       | Pier Carola Pagani | 12:54,24 | Q     |
| 4       | Anikó Szebenszky   | 12:54,75 | Q     |
| 5       | Dana Vavřačová     | 23:00,09 | q     |
| 6       | Zuzana Zemková     | 13:13,39 | q     |
| 7       | Vera Toporek       | 13:16,31 |       |
| 8       | Kaliopi Gawalaki   | 13,59,35 |       |

### Finał
Opracowano na podstawie materiału źródłowego.
| Miejsce | Zawodniczka        | Czas     | Uwagi |
| ------- | ------------------ | -------- | ----- |
| 1       | Beate Anders       | 11:59,36 |       |
| 2       | Ileana Salvador    | 12:18,84 |       |
| 3       | Annarita Sidoti    | 12:27,94 |       |
| 4       | Dana Vavřačová     | 12:28,76 |       |
| 5       | Ildikó Ilyés       | 12:31,41 |       |
| 6       | Andrea Brückmann   | 12:33,30 |       |
| 7       | Anikó Szebenszky   | 12:38,14 |       |
| 8       | Victoria Oprea     | 12:44,96 |       |
| 9       | Pier Carola Pagani | 12:48,10 |       |
| 10      | Zuzana Zemková     | 13:10,85 |       |
| –       | Olga Krisztop      | DSQ      |       |
| –       | Wiera Makołowa     | DSQ      |       |